# 노재현
노재현(盧載鉉, 1926년 8월 8일 ~ 2019년 9월 25일)은 대한민국의 군인, 정치인이며 제21대 국방부장관을 역임했다. 본관은 교하(交河)이고 호는 석봉(碩峯)이다. 경상남도 마산 출신이다.

## 학력
- 1945년 경상남도 마산 창신고등보통학교 졸업
- 1947년 대한민국 육군사관학교 3기 졸업
- 1948년 대한민국 육군포병학교 졸업
- 1953년 미국 육군포병학교 졸업
- 1954년 대한민국 육군대학 졸업
- 1965년 대한민국 국방대학원 행정학 석사

## 생애
경상남도 마산에서 태어났다. 육군사관학교 3기생으로 육군대학, 국방대학원을 졸업하였고, 1952년 육군 제1포병단장, 1954년 제 25사단 포병단장을 지냈다. 1956년 육군포병학교 교장, 1957년 제30사단장, 1960년 제7사단장, 1962년 육군본부감찰감, 1964년 육군 군수기지사령관, 1966년 제2군단장, 1969년 육군참모차장을 지낸 후 1972년 제20대 육군참모총장, 1975년 제14대 합참의장을 지내다가 육군 대장으로 예편하였다. 그 뒤 1977년 제21대 국방부장관이 되었다.
1981년 한국종합화학공업 사장으로 재직하였으며, 1991년 제2대 한국자유총연맹 총재에 선출되었다.

### 기사문리 포격사건
1948년 강원도 양양군 기사문리에서 38선을 침입하여 방화, 약탈, 납치 등 북한군들의 만행이 빈번하게 일자, 당시 포병중대장(중위)으로서 방향포경 없는 105mm 대포(미군이 한국군의 단독 전투행위를 견제하고자 포경을 지급하지 않음)를 직접 조준하여 북한군 초소를 격파하였으며, 이것이 최초의 실전 포 사격으로 역사에 기록되어 있다.
6.25전쟁 시 봉일천 전투, 영덕포항 전투, 춘천가평지구 전투, 인제통원지구 수복작전, 속초351고지 전투, 백마고지 전투 등에 참가하였다.
1978년 국방부장관 재직 시 한미동맹의 상징인 한미연합군사령부가 창설되었으며, 당시 미국방부장관은 헤럴드 브라운 박사였다.
1979년 10.26사태 당시 김재규가 대통령 시해사건의 범인임을 알아차린 직후, 정승화 육군참모총장에게 체포지시를 하였고, 익일 새벽에 계엄령을 선포하였다.
1979년 12월 12일 일부 군 지휘관들이 군의 지휘계통을 무너뜨리고 하극상을 단행한 12.12 군사반란은 군 내부의 갈등구조에서 비롯되었으며, 당시 군의 총 책임자로서 아군끼리의 유혈충돌만은 막고 수습해야 한다는 판단으로 정승화 육군참모총장의 연행을 대통령이 재가하도록 하였다. 그 직후 군 내부 소요사태 발생에 대한 책임을 지고 직에서 물러났다.

### 12.12 사건
1979년 당시는 10.26 사태로 인해 제주도를 제외한 계엄 상태였으며, 전국계엄이 아닌 지역계엄이었다. 전국계엄은 대통령이 직접 통제하게 되어 있고, 지역계엄은 국방부장관의 통제를 받는다. 갑작스런 대통령 부재에 의한 국가비상 상황으로 전군의 방어태세 확립과 주한미군의 보다 강력한 경계가 요구되었던 국가안보상 매우 엄중한 시기였다. 또한, 정부 각 부처는 계엄관련 업무는 물론 일반 업무까지도 계엄사에 문의하는 일이 빈번했다. 따라서, 장관은 많은 업무량을 소화해야 하였기에 한남동 공관 대신 국방부에서 숙식을 해결한 날도 많았다.
1979년 12월 12일 저녁 7시 20분경 국방부장관 공관 인근에서 요란한 총소리가 났고, 한남동 공관 촌은 모두 소등하여 일대가 암흑상태가 되어버렸다. 국방부장관 부관은 재빨리 정세를 살피려고 나갔다. 하지만, 부관은 무슨 일이 일어났는지 정확히 상황을 파악하기 어려웠고, 다만 육군참모총장 공관(장관 공관에서 100m 쯤 떨어진 곳에 위치함)에서 누군가에 의해 총격전이 발생했다는 사실을 다급하게 보고하였고, 장관은 즉시 국방부로 돌아가야겠다고 판단하였다. 당시 계엄사령관은 정승화 육군참모총장이었으며, 대통령 시해주범인 김재규와 가담자들의 조사가 한창 진행중인 시기였다. 김재규의 중앙정보부가 계엄사령관이나 국방부장관을 인질로 삼아 군법회의를 방해할 것이라는 첩보를 입수한 바가 있기에 무장 괴한이 아니면, 김재규의 중앙정보부 특공대가 김재규 구출을 목적으로 총장과 장관에게 도전하는 것이 아닌가 판단하고 그 자리를 탈출하는 것이 급선무라고 생각했다.
단국대학으로 이동한 장관은 합참 상황실 당직 근무를 하고 있던 이경율 소장의 도움으로 국방부에 도착했다. 하지만, 국방부에서도 사태 파악을 전혀 못하고 있어서 육본으로 갔다. 장관은 육본  B-2에서 윤성민 육군참모차장으로부터 상황보고를 받고 비로소 누구의 소행인지 알게 되었다.
정승화 총장은 공관에서 합수부 요원에 의해 연행되었고, 주동자는 합수부장인 전두환 소장이라고 하였다. 그리고, 이에 동조하는 몇 명의 군단장, 사단장급 장성들이 경복궁 안 수경사 예하 제30경비단 안에 모여 있다고 하였다. 그들은 10.26사건의 재조사 필요성을 빌미 삼아 군의 지휘계통을 무시한 채 계엄사령관인 정승화 육군참모총장을 강제 연행하였던 것이다. 장관의 평소 성격을 잘 알고 있던 전두환 합수부장은 장관의 총장 연행 사전 결재가 불가 할 것이라고 판단하고 대통령 재가를 직접 받으려 하였으나, 대통령은 장관의 선 결재 없이는 결재를 할 수 없다고 결재를 보류하여, 30경비단으로 되돌아 와 있는 상황이었다. 당시 장관은 합수부 소행이라고는 전혀 상상조차 할 수 없었다. 검찰, 경찰 등 모든 수사기관을 총괄할 수 있는 합수부가, 10.26사건 당시 궁정동 안가에 있었던 정총장을 수회에 걸쳐 철저한 조사를 하였고, 정총장의 10.26사건 관련성에 대해 혐의 없음 결과를 국민에게 발표까지 했기 때문이었다. 장관은 전두환 소장을 신임했었고, 그래서 박정희 대통령에게 직접 건의하여 보안사령관에 임명된, 전두환에 의한 행위임을 알고 만감이 교차하며 분노에 떨었다. 수도경비사령부 주력인 예하 제30, 제33 경비단 및 헌병단 등이 합수부 측에 넘어가 버려 지휘계통이 마비되었고, 특전사령부 제1, 제3, 제5여단도 지휘권을 이탈하여 합수부 측에 가담하여 움직이고 있다고 보고받았다. 장관은 비로소 군의 내부 군사 반란임을 인지 하였고, 사태수습을 해야겠다고 생각했다. 아군끼리의 충돌로 시민을 포함한 유혈사태로의 확대방지, 북한의 동향파악과 국가의 안보위기까지 한 가지도 소홀히 할 수 없었다. 장관은 전두환 소장 측을 설득하여 사태이전으로 되돌려 놔야겠다고 생각했다.
장관은 우선 한미연합사로 갔다. 모든 정보를 반란군의 보안사가 장악하고 있는 마당에 그나마 이곳이 정보수집 및 원활한 통신을 위한 최적의 장소라고 여겼기 때문이다. 장관은 연합사에 가서 북한군의 동태를 파악하고, 미국 국방성과 미 태평양 사령부에 이 사태를 주한미군 쪽에서 보고했다는 사실도 확인했다. 그 때 연합사에는 위컴 한미연합사 사령관과 글라이스틴 미대사도 와 있었기에 장관은 모든 것을 협의할 수 있었다. 연합사에서는 통신이 원활하여 장관으로서 챙겨야 할 일들을 연합사에서 수행할 수 있었다.
장관은 우선 제3군, 제1군 사령관에게 전방 군부대 특이 사항을 보고 받고, 장관의 육성 지시 없이는 부대 출동 절대 불가 명령을 하였다. 윤성민 참모차장에게도 부대장악을 철저히 하고, 장관 육성 지시 없이는 절대로 부대 출동을 시키지 말라고 강력히 지시하였다. 엄청난 희생을 막기 위한 전략적 선택이었다.
그러나, 상급 지휘관들의 명령에도 불구하고 일부 군단장과 사단장들의 지시에 의해 전투부대가 임의로 이동을 하였다. 반란군 측의 제1,3,5 공수여단은 효창공원에 진입하였고, 9사단과 30사단에서 각1개 연대, 그리고 2기갑여단의 1개 전차대대까지 주둔지를 떠나 중앙청과 고려대학교에 진주하였다. 그들의 출동시킨 부대를 합하면 1개 사단도 훨씬 넘는 규모였다. 계획된 군사반란 임을 알 수 있었다. 만일 그 때, 장관이 반란군 제압을 목적으로 참모차장에게 전방부대의 병력출동을 명령하였다면, 국가안보에는 구멍이 날 수 밖에 없으며 어느 한 쪽의 승패 여부와 상관없이 서울 시내 곳곳에서 유혈충돌이 일어났을 것이고, 병력과 화력을 고려하면, 엄청난 희생과 상상도 할 수 없는 대혼란이 발생할 것이라 확신했다. 당시 장관은 우리군과 반란군의 유혈충돌로 인한 희생만큼은 어떤 일이 있어도 막아야 한다는 생각이 확고했다.
그리고 최규하 대통령에게 사태가 어느 정도 수습되는 대로 보고 하러 가겠다고 전화하였다.
그리고는 전화로 전두환 소장을 불렀다. 그는 장관에게 난처한 듯한 어조로 결재 받을 것이 있으니 보안사로 와 달라고 했지만, 장관은 결재 받을 것이 있으면 직접 연합사로 오라고 호통을 쳤다. 전두환 소장은 자신의 회유가 먹히지 않자, 옆에 있던 유학성 중장에게 전화를 넘기기까지 하였다. 장관은 그렇다면 결재 받을 것을 가지고 국방부로 오라고 지시하였고, 전두환 소장도 그에 응하겠다고 답했다. 연합사 관계자들은 위험하다고 만류하였으나, 장관은 사태 해결을 위해 국방부로 향했다. 전두환 소장을 설득할 수 있는 마지막 수단이라 생각하고, 대면 보고를 받아야겠다는 생각이었다. 
국방부에는 몇몇 장성들이 있었고, 장관은 전두환 소장에게 연락해 국방부로 오라고 재차 지시하였다. 그러나 그는 가기가 어렵다고 말끝을 흐리며 장관의 명령을 거역했다. 믿고 아끼던 부하로부터 배신당한 것에 대한 허탈감을 억제할 수 없었다. 더 이상 지체할 수 없는 상황이라 판단하고, 대통령에게 사태 보고를 해야겠다고 결심하고 국방부를 나서려는 순간, 박희도가 이끄는 공수 부대가 국방부에 진입하여 총을 난사하기 시작했다. 반란군의 국방부 장악 시도였다. 집무실 복도에는 무장한 공수부대 병사들이 경계를 서고 있었고, 전투복 차림의 1공수 여단장 박희도 준장이 장관에게 달려와 경례를 하였다. 그는 장관이 대통령 보고를 하기 위해 국방부를 떠날 때까지 권총으로 무장한 채 장관을 따라 다니며 감시했다.
신현확 총리, 이희성 중앙정보부장 서리와 함께 대통령에게 가는 도중, 보안사 앞에서 무장 병력에게 제지를 당했다. 결국 장관은 보안사에 들러 사건 발생 이후 처음으로 모여 있던 반란군 장성들을 대면할 수 있었다. 전두환 소장은 장관에게 허리 굽혀 절하면서 용서를 구했고, 유학성 장군은 이 모두가 나라를 위한 일이라고 어이없는 말을 하였다. 장관은 군 내부 반란으로 지휘계통이 무너진 불미스런 사태가 이런 엄중한 국가 위기 시점에 발생한 것에 대해 주체할 수 없는 분노와 배신감, 회한의 복잡한 감정에 휩싸였다.
이제는 사태의 수습이 최선이라고 생각하고, 정상적이지 않지만, 그들이 준비한 결재 서류에 서명한 후 대통령에게 사태 보고 후 결재를 건의했다. 그 직후 군 내부 소요사태 발생에 대한 책임을 지고 사임했다.
장관은 그의 회고록에서 "12.12사태가 처음부터 정권탈취를 목적으로 계획한 전두환 장군의 쿠데타라고는 생각하지 않는다. 그러나, 군내부의 갈등 구조에서 자신들을 보호하려는 무리하고 잘못된 행동의 시작은 결국 군사반란이며, 쿠데타로 귀결될 수 밖에 없는 것이다." 라고 적고 있다.

## 노재현을 연기한 배우
- 나영진 《코리아게이트》, 1995년 - SBS 드라마
- 민지환 《다큐멘터리 극장》1993년 - KBS 실록
- 서학 《제4공화국》, 1995년 - MBC 드라마
- 신국 《제5공화국》, 2005년 - MBC 드라마
- 심우창 《그때 그 사람들》, 2005년 - 영화
- 김의성 《서울의 봄》(극중 배역명 오국상), 2023년 - 영화

## 같이 보기
- 한미 미사일협정
- 박정희
- 최규하
- 노신영
- 주영복
- 제4공화국
- 최규하 정부
- 신현확

## 바로 가기
- 네이트 인물정보[깨진 링크(과거 내용 찾기)]

| 전임 서종철 | 제20대 육군참모총장 1972년 6월 2일 ~ 1975년 2월 28일 | 후임 이세호 |

| 전임 한신 | 제14대 합동참모의장 1975년 2월 28일 ~ 1977년 12월 29일 | 후임 김종환 |

| 전임 서종철 | 제21대 국방부 장관 1977년 12월 20일 ~ 1979년 12월 14일 | 후임 주영복 |